# Рафалович, Артемий Алексеевич

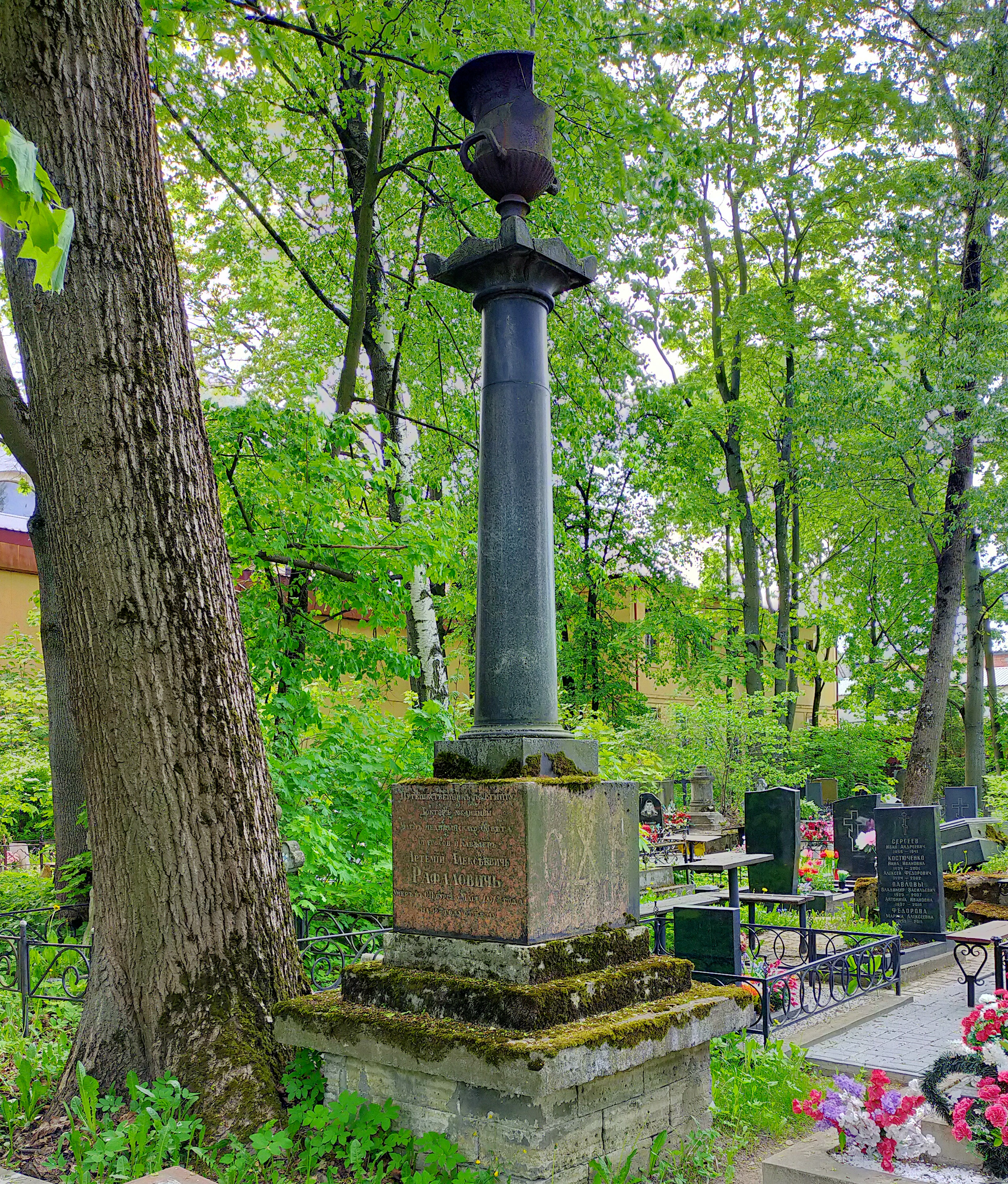
Могила А. А. Рафаловича, Волковское православное кладбище

Арте́мий (Артур) Алексе́евич Рафало́вич (13 [25] ноября 1816, Могилёв-на-Днестре — 3 [15] мая 1851, Санкт-Петербург) — российский медик, судебно-медицинский эксперт, доктор медицины и хирургии, путешественник, исследователь стран Северной Африки и Юго-Западной Азии.

## Биография
Родился 13 (25) ноября 1816 года в Могилёве-на-Днестре, в еврейской купеческой семье, переселившейся вскоре в Одессу. В 1830 году его отец Абрам Рафалович (к тому времени купец первой гильдии) основал в Одессе торговый дом, ставший одной из крупнейших занятых в хлеботорговле фирм в городе, а в 1837 году — банковскую контору «Фёдор Рафалович и К°». Династия Рафаловичей стала впоследствии одной из крупнейших банкирских династий в Одессе. В 1857 году Абрам Рафалович был возведён в потомственное почётное гражданство.
В 1830 году Артемий Рафалович поступил в гимназию при Одесском Ришельевском лицее и после её окончания в 1834 году отправился за границу, где окончил медицинский факультет Берлинского университета. Работал в берлинских больницах, где обращал внимание, главным образом, на хирургию и повивальное искусство. Сдав экзамены, получил в 1838 году степень доктора медицины и хирургии и, вернувшись в Россию, защитил диссертацию на степень доктора медицины и акушера про лечение сифилиса при Императорском Дерптском университете.
В конце 1838 года был назначен в Одессу профессором судебной медицины юридического отделения Ришельевского лицея. По некоторым источникам, не ранее 1838 года принял православие.
В 1846 году был отправлен на Восток для изучения причин возникновения и методов лечения чумы, в 1846—1848 гг. посетил ряд стран Ближнего Востока и Африки: Турцию, Египет, Сирию, Палестину, Алжир и Тунис. В ходе путешествий проводил эпидемиологические исследования.
После возвращения в Петербург был назначен членом Императорского Медицинского совета, произведён в статские советники. Русское географическое общество в 1849 году избрало его своим действительным членом.
Награждён орденом Святого Владимира 4-й степени.
Умер 3 (15) мая 1851 года в чине статского советника. Похоронен на Волковском православном кладбище Санкт-Петербурга.

## Семья
Братья:
- Анисим — бельгийский консул в Одессе.
- Герман; у него сын — Артур (1853—1921).
- Фёдор (1818—1882) — купец первой гильдии, банкир, биржевик, землевладелец; после принятия православия в 1848 году — Фёдор Алексеевич.

## Научная деятельность
А. Рафалович провёл ценные этнографические и географические наблюдения.
Работы А. Рафаловича посвящены борьбе с чумой, медицинской географии, санитарной статистике, курортологии. Статьи А. Рафаловича помещались в «Журнале Министерства народного просвещения», «Записках Общества сел. хозяйства Южной России», «Записках Императорского русского географического общества» («Этнографические заметки о нубийцах» с словарем их языка), «Отечественных записках» («Этнографические заметки о Константинополе») и др. Отдельно вышла его книга «Путешествие по Нижнему Египту и внутренним областям Дельты», с картой и планами (СПб., 1850).